# 昂古莱姆地区拉罗什富科
昂古莱姆地区拉罗什富科（法語：La Rochefoucauld-en-Angoumois，法語發音：[la ʁɔʃfuko ɑ̃.n‿ɑ̃ɡumwa]）是法国夏朗德省的一个市镇，属于昂古莱姆区。该市镇于2019年由原市镇拉罗什富科和圣普罗热-圣康斯坦合并而成，行政中心位于拉罗什富科。

## 地理
昂古莱姆地区拉罗什富科（45°44'29"N, 0°23'14"E）面积24.15 平方千米，位于法国新阿基坦大区夏朗德省，该省份为法国西部内陆省份，北起德塞夫勒省和维埃纳省，东临上维埃纳省，东南至多尔多涅省，南至多爾多涅省，西接滨海夏朗德省。
与昂古莱姆地区拉罗什富科接壤的市镇（或旧市镇、城区）包括：里维耶尔、布里、班扎克、塔杜瓦尔河畔穆兰、马里亚克勒弗朗、塔波纳-弗勒里尼亚克、莫尔纳克。
昂古莱姆地区拉罗什富科的时区为UTC+01:00、UTC+02:00（夏令时）。

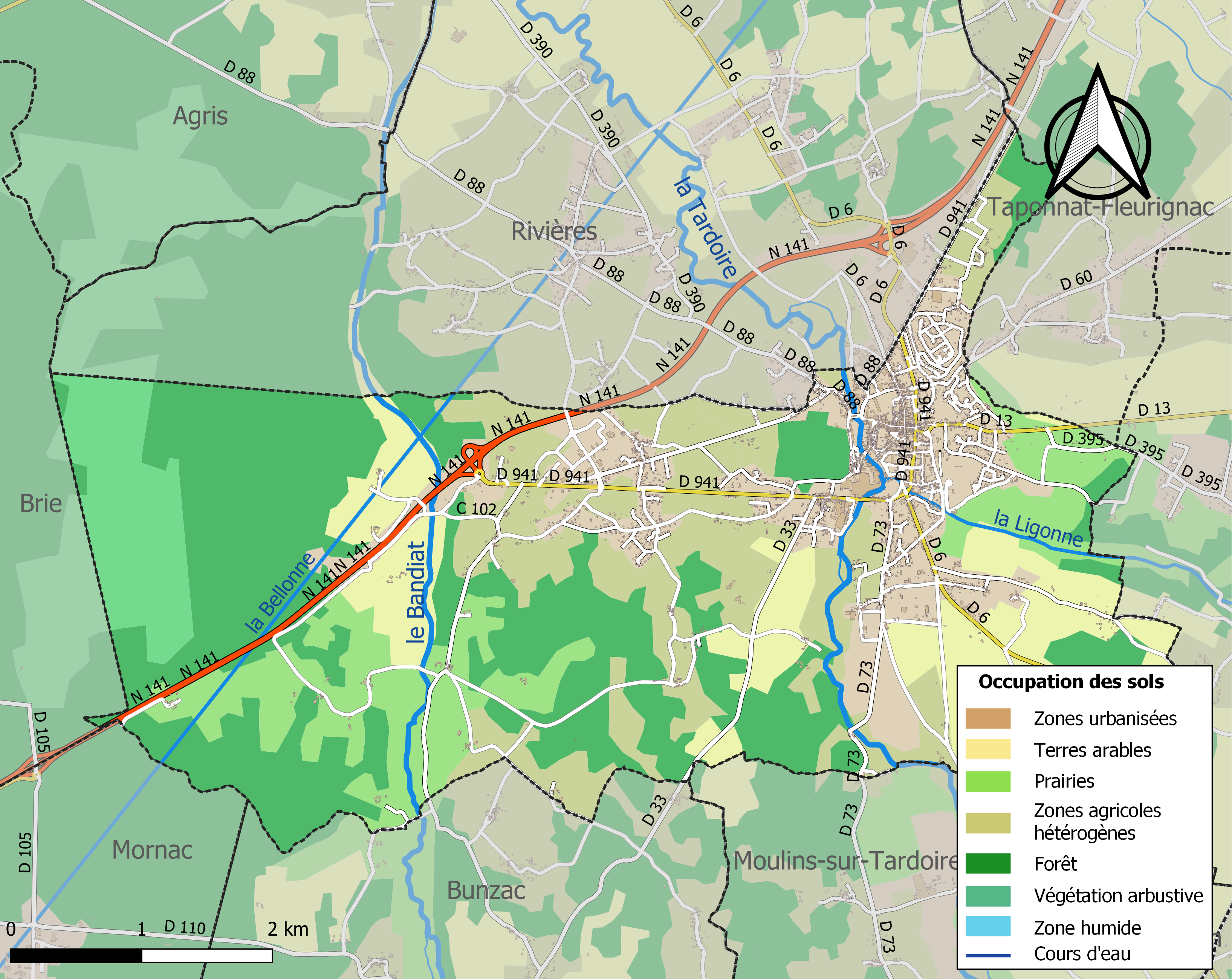
昂古莱姆地区拉罗什富科的OSM定位图

## 行政
昂古莱姆地区拉罗什富科的邮政编码为16110，INSEE市镇编码为16281。

## 政治
昂古莱姆地区拉罗什富科所属的省级选区为塔杜瓦尔河谷县。

## 人口
昂古莱姆地区拉罗什富科于2022年1月1日时的人口数量为4020人。